# Baltiejski vokzal

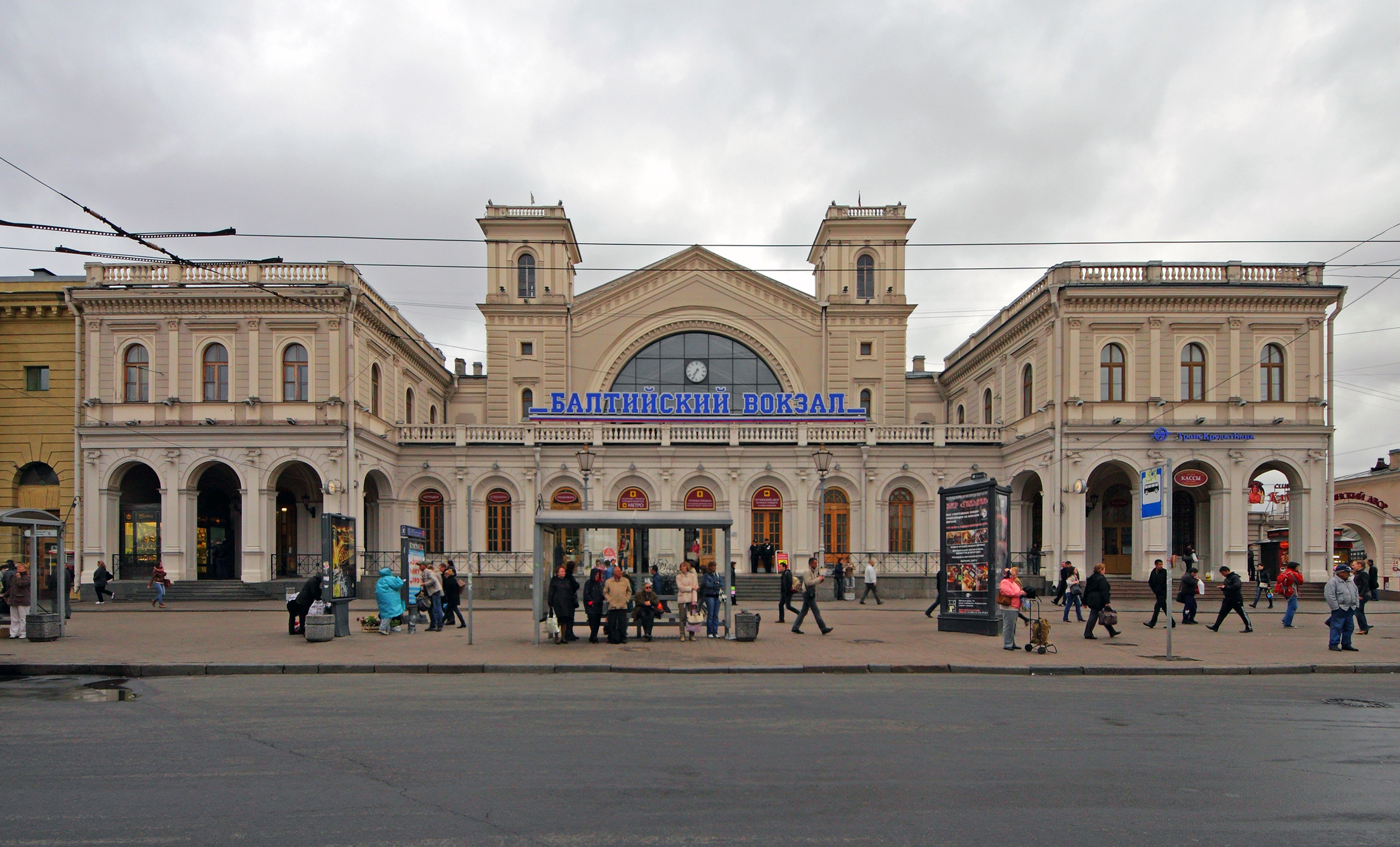
Façade van het Baltiejski vokzal

Het Baltiejski vokzal (Russisch: Балтийский вокзал) ofwel Baltisch Station is een van de vijf kopstations van Sint-Petersburg. Het station bevindt zich ten zuiden van het stadscentrum, nabij de kade langs de singelgracht.
Het Baltiejski vokzal werd gebouwd als eindpunt van de spoorweg van Sint-Petersburg naar Peterhof; het stationsgebouw verrees tussen 1855 en 1857 naar een ontwerp van architect Aleksandr Krakau. De perrons kregen een glazen overkapping en een van de twee vleugels van het station was oorspronkelijk bedoeld voor de tsarenfamilie. De eerste trein vertrok er op 21 juni 1857 en vanaf 1872 was het station verbonden met Tallinn.
In de jaren 1931-32 werd het Baltiejski vokzal gerenoveerd en kreeg het station een nieuwe hoofdingang. In 1955 werd in de linkervleugel het toegangsgebouw van het metrostation Baltiejskaja geïntegreerd.
Vanaf het Baltiejski vokzal vertrekken uitsluitend voorstadstreinen, onder andere naar Gatsjina, Lomonosov, Peterhof en Strelna.
Baltiejski · Finljandski · Ladozjski · Moskovski · Vitebski